# Challenger de Recanati 2013
El Guzzini Challenger 2013 fue un torneo de tenis profesional que se jugó en pistas duras. Se trató de la primera edición del torneo que forma parte del ATP Challenger Tour 2013 . Tuvo lugar en Recanati, Italia entre el 15 y el 21 de julio de 2013.

## Jugadores participantes del cuadro de individuales

### Cabezas de serie
| País                 | Jugador         | Rank1 | Favorito |
| Bandera de Japón     | Go Soeda        | 124   | 1        |
| Bandera de Rumania   | Marius Copil    | 132   | 2        |
| Bandera de Italia    | Flavio Cipolla  | 147   | 3        |
| Bandera de Francia   | Josselin Ouanna | 161   | 4        |
| Bandera de Francia   | David Guez      | 170   | 5        |
| Bandera de Argentina | Facundo Bagnis  | 186   | 6        |
| Bandera de Chile     | Jorge Aguilar   | 190   | 7        |
| Bandera de Argentina | Renzo Olivo     | 206   | 8        |
| -------------------- | --------------- | ----- | -------- |

- 1 Se ha tomado en cuenta el ranking del 8 de julio de 2013.

### Otros participantes
Los siguientes jugadores recibieron una invitación (wild card), por lo tanto ingresan directamente al cuadro principal:
- Salvatore Caruso
- Flavio Cipolla
- Gianluigi Quinzi
- Facundo Bagnis

Los siguientes jugadores ingresan al cuadro principal tras disputar el cuadro clasificatorio:
- Adelchi Virgili
- Alessandro Bega
- Luca Vanni
- Aslan Karatsev

## Campeones

### Individual Masculino
- Thomas Fabbiano derrotó en la final a  David Guez por 6-0. 6-3

### Dobles Masculino
- Ken Skupski /  Neal Skupski derrotaron en la final a  Gianluigi Quinzi /  Adelchi Virgili por 6-4, 6-2.